# Portada/article març 27

## Miquel Àngel
Michelangelo di Lodovico Buonarroti Simoni (Caprese, 6 de març de 1475 – Roma, 18 de febrer de 1564), també conegut simplement com a Michelangelo o Miquel Àngel, va ser un escultor, pintor, poeta i arquitecte renaixentista. Va ser molt admirat pels seus contemporanis, que l'anomenaven el Diví.
Va triomfar en totes les arts en què treballà. L'escultura, segons havia declarat, era la seva predilecta i la primera a la qual es va dedicar; a continuació va dedicar-se a la pintura, quasi com una imposició de Juli II, i que es va concretar en una obra excepcional que magnifica la volta de la Capella Sixtina; i en els seus darrers anys va realitzar projectes arquitectònics. Com que era molt perfeccionista, si trobava el més petit defecte en una de les seves obres, considerava que era un desastre.